# 황저우펑위교

황저우펑위교

황저우펑위교(중국어 간체자: 晃州风雨桥, 정체자: 晃州風雨橋, 병음: Huǎngzhōu Fēngyǔ Qiáo)는 중국 후난성 신황 둥족 자치현 황저우진에 있는 우양허를 가로지르는 대들보 다리이다. 2014년 1월 26일에 완공되었으며, 주경간은 240-미터 (790 ft)이고 총 길이는 220-미터 (720 ft)이다.

## 역사
본체 공사는 2011년 3월 착공해 2013년 6월 완료됐다.  지붕교량 공사는 2013년 6월 착공해 2014년 1월 완공됐다. 공사 비용은 2980만위안(약 26억 원)이 넘는다. 다리 위에는 2개의 문(门楼)과 5개의 북탑(鼓楼)이 있다. 난간판(栏板), 난간기둥(望柱), 둥근 보곡석(抱鼓石)에는 고대 중국 조각 예술을 대표하는 문양과 모양이 새겨져 있다. 다리 난간 조각의 가장 대표적인 것은 중국의 용, 기린, 봉황, 새 등이다.

### 참고 문헌
- Jiang Yuewei; Pu Shishu; Shu Weixiu; Chen Shouhua, 편집. (2006). 〈Strange Scenery: Beidong Wind-rain Bridge〉 奇异的景致：北侗风雨桥.  新晃侗族自治县五十周年大写意 [50th Anniversary of the Establishment of Xinhuang Dong Autonomous County] (중국어). Hong Kong: Boya Publishing House. ISBN 988-98919-1-3.